# SAY (アパレル)
SAY（セイ）は日本発アパレルストリートブランド。元grandcanyonのデザイナーである中山善仁が2013年に立ち上げたブランド。年3-4回のCOLLECTIONを行っている。SAYはStandard And Youの略。